# Ognissanti in Via Appia Nuova

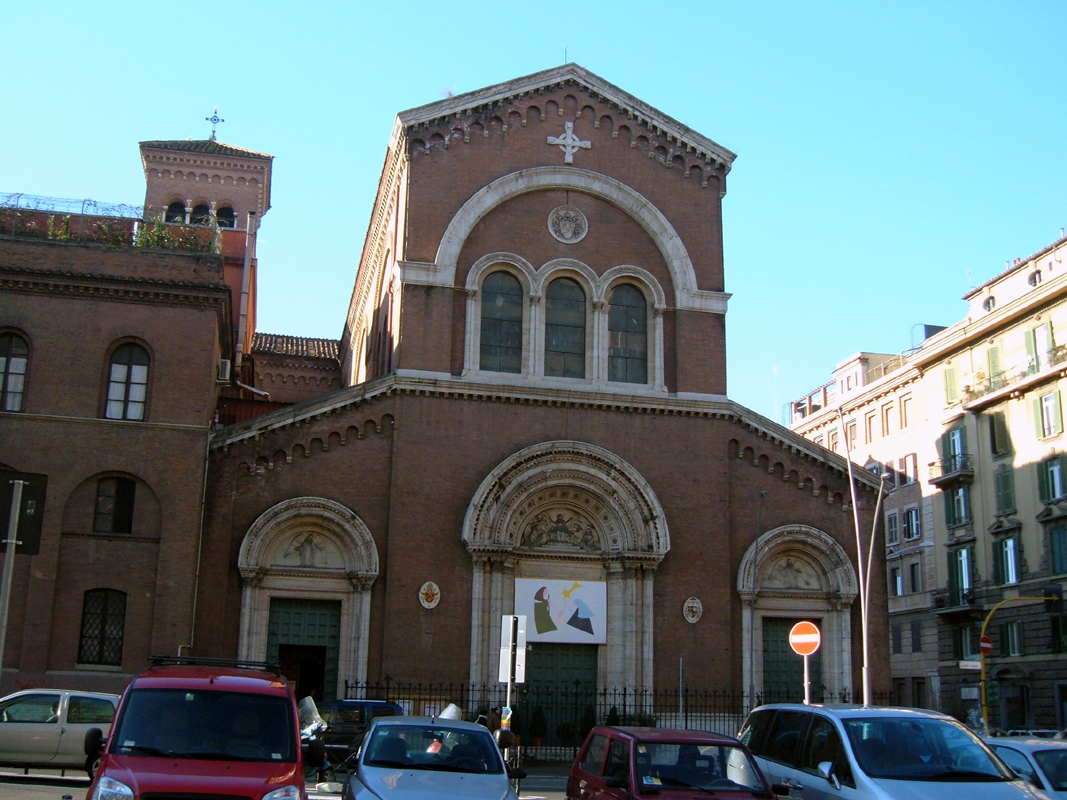
Vista da fachada com o campanário visível no fundo.

Ognissanti in Via Appia Nuova é uma igreja titular de Roma localizada na Via Appia Nuova, perto da Piazza Re di Roma, no quartiere Appio-Latino. É dedicada a Todos os Santos.
O cardeal-diácono protetor do título cardinalício de Todos os Santos na Via Appia Nuova é Walter Kasper, presidente do Pontifício Conselho para a Promoção da Unidade dos Cristãos.

## História
Luigi Orione, em 1908, recebeu do papa Pio X a missão de evangelizar a região fora da Porta San Giovanni, uma das mais pobres da cidade. Para este fim, ele construiu, como centro da vida pastoral no bairro, uma pequena capela dedicada a Todos os Santos (em italiano:  Ognissanti) que mais tarde, por conta do crescente número de fieis, foi substituída pela atual igreja e seu complexo paroquial.
A construção da igreja teve início em 29 de junho de 1914, quando, na presença do cardeal-vigário Basilio Pompilj, foi lançada a primeira pedra do novo edifício, que foi projetado por Tullio Passarelli e Camillo Karl Schneider e construído por Constantino Schneider, responsável também pelas igrejas de Santa Maria Immacolata e San Giovanni Berchmans e Santa Maria del Buon Consiglio a Porta Furba. As obras prosseguiram até o início da Primeira Guerra Mundial, quando houve uma pausa até o final do conflito, e finalmente terminaram em 1920; em 31 de outubro do mesmo ano, ela foi consagrada por Giuseppe Palica, arcebispo vige-regente da Diocese de Roma. Em 29 de junho de 1927, na presença do próprio cardeal-vigário, foi abençoado o conjunto de cinco sinos da igreja, instalado no campanário.
A igreja foi elevada ao status de sede de uma paróquia pelo papa Bento XV através da bula "Nihil Sedi Apostolicae" em 4 de novembro de 1919, recortando parte do território da paróquia de San Giovanni in Laterano; seu território foi determinado pelo cardeal-vigário Francesco Marchetti Selvaggiani através do decreto "Donec nova constituatur Paroecia" em 16 de janeiro de 1934. Ela foi entregue à Congregação da Pequena Obra da Divina Providência ("orionitas"). A sede mundial da congregação se estabeleceu no complexo por iniciativa de seu fundador, São Luís Orione, um amigo pessoal de São Pio X.
Nos anos seguintes, a igreja passou por várias reformas, sendo a mais importante a realizada entre 1985 e 1991 na área do presbitério: na ocasião, foram substituídas as decorações acrescentadas em 1975 por outras em estilo moderno.
Em 7 de março de 1965, o papa Paulo VI esteve em visita pastoral à paróquia e ali celebrou, pela primeira vez, uma missa em língua italiana, utilizando a primeira versão do rito romano pós-Concílio Vaticano II, que determinava o uso da língua vernácula somente em determinadas paróquias. Em 29 de abril de 1969, o próprio Paulo VI criou em Ognissanti a diaconia de Todos os Santos na Via Appia Nuova.
A paróquia também recebeu a visita do papa São João Paulo II em 3 de março de 1991 e do papa Francisco em 7 de março de 2015, que ali esteve para celebrar os cinquenta anos da missa de Paulo VI). Angelo Giuseppe Roncalli, que em 1959 se tornou papa com o nome de João XXIII, quando ainda era sacerdote, visitou a igreja e o complexo paroquial em 28 de março de 1921.

## Descrição

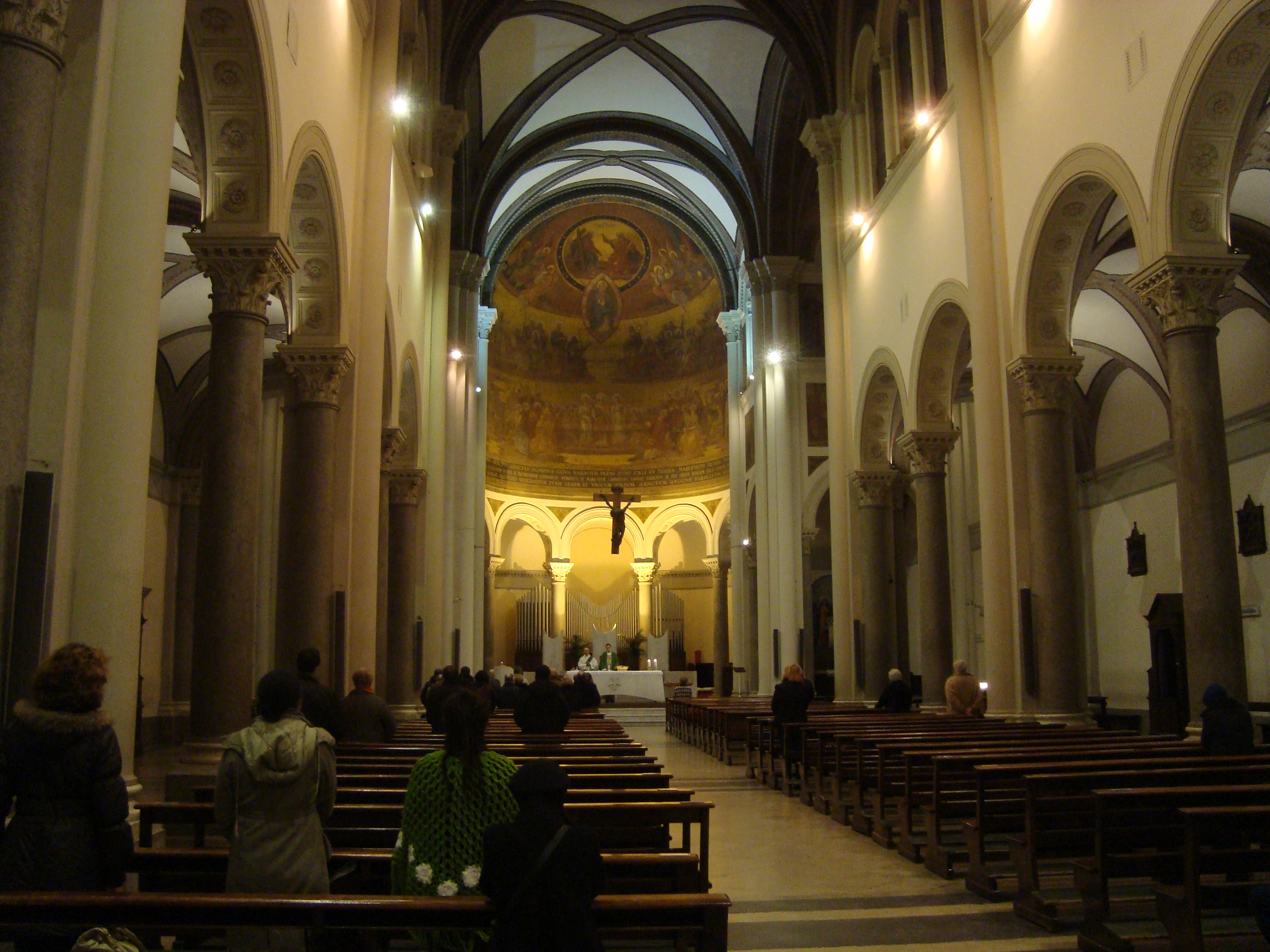
Vista do interior.

O exterior da igreja é caracterizado pela fachada saliente que, como o resto do edifício, foi construída em tijolinhos vermelhos. Na parte superior, em correspondência à nave central, se abre uma ampla trífora inserida no interior de um arco de volta perfeita. Na inferior, estão três portais, cada um deles encimado por uma luneta decorada por um baixo-relevo de mármore, o do centro representando a "Glória de Maria" e os laterais, "Anjos".
O interior tem uma planta em formato de cruz latina com um transepto pouco saliente e três naves com duas fileiras de arcadas de volta perfeita assentadas sobre colunas alternadas com pilares de granito. O teto é uma abóbada de cruzaria. Na nave da direita está um grupo de estátuas de mármore doado pelo papa Pio XI representando uma "Pietà". Acima está afixada uma placa que recorda que nesta igreja o papa Paulo VI celebrou pela primeira vez a missa em língua italiana depois da reforma do Concílio Vaticano II.
Na nave central estão janelas com vitrais representando vários santos, entre os quais São João Bosco. Na contrafachada estão três vitrais que representam "Maria Imaculada aparece em Lourdes" (com o rosário no centro, "São Pio X" e "São Luís Orione". Outros santos estão representados em afrescos nas capelas no término das naves laterais, entre eles São Filipe Néri e o mártir São Lourenço.
A nave central termina, depois do transepto, numa abside semicircular coroada por um deambulatório no interior do qual está um órgão de tubos, construído em 1965 pela Pinchi; a parte superior e a semicúpula estão decorados com um mosaico representando a "Trindade, Maria Imaculada e Todos os Santos", de Silvio Galimberti (1920).